# Йосиф (Библия)
Вижте пояснителната страница за други значения на Йосиф.
Йосиф е единадесетият, предпоследен син на Яков, от съпругата му Рахил. Името Йосиф буквално означава – да умножи Бог, т.е. да даде много синове. Самото му име подсказва, че задачата на неговия живот е да съхрани и умножи еврейския народ, така както Бог е обещал при сключването на обета с Авраам.

## В Битие
Йосиф е любимото дете на Яков и получава от баща си много любов и внимание, което предизвиква силна завист у братята му. Малкото момче сънува два пъти как братята и родителите му се покланят като на цар. Това предизвиква силно недоволство сред тях, тъй като патриархалната традиция изисква най-младият да почита по-възрастните.
Един ден Яков изпраща Йосиф да донесе вести от братята си, които пазят стадата. Когато отива при тях, те решават, че това е удобен случай да го погубят. Заради застъпничеството на един от тях – Рувим, пъкленият план не се осъществява, а Йосиф е продаден от измаилски (арабски) търговци в Египет. Търговците достигат до Египет и продават момчето като роб на началника на телохранителите Потифар. Йосиф бързо спечелва доверието на египетския сановник и става управител в дома му. Съпругата на Потифар се опитва да съблазни младежа, но той, воден от вярата си и уважението към господаря си, отказва. Разгневената египтянка го обвинява пред мъжа си, че се е опитал да я насили, и Йосиф е хвърлен в затвора.
В затвора Йосиф се изявява като изключително умен и съобразителен и скоро става пръв помощник на главния надзирател. Заради провинения пред фараона там се оказват виночерпецът и хлебарят. Двамата сънуват сънища и с Божията помощ Йосиф успява да ги разтълкува и вярно да предскаже съдбата им. Виночерпецът е помилван и отново заема своята служба, а хлебарят е обесен.
Фараонът два пъти сънува странни неща, които неговите мъдреци не успяват да обяснят. Първият път сънува как седем тлъсти крави излизат от река Нил и отиват да пасат в тръстиката. След тях излизат седем мършави крави и изяждат дебелите. После фараонът сънува, че от едно стъбло израстват седем пълни и хубави житни класа, след тях излизат седем слаби и празни класове, които поглъщат първите. Тогава виночерпецът се сеща за Йосиф и той е извикан в двореца. Младежът успява да изтълкува сънищата, обяснявайки, че седем плодородни и богати години ще бъдат последвани от седем гладни. Препоръчва на фараона да се образува държавен резерв от зърно, в който да се заделя една пета част от реколтата. Владетелят е толкова впечатлен, че назначава Йосиф за свой пръв помощник и му дава огромна власт.
Пророчеството се сбъдва и настъпва голям глад не само в Египет, но и в съседните страни. Гладува и родът на Яков. Бащата изпраща синовете си в Египет, за да закупят зърно, и така те се срещат с Йосиф, но не го познават. От тях той научава, че баща му е жив и че междувременно се е родил още един негов брат – Вениамин. Йосиф нарочно обвинява братята си, че са съгледвачи, и за да им повярва, поставя условието да доведат при него най-малкия брат.
При второто посещение на братята в Египет те водят със себе си и Вениамин. Тогава Йосиф ги поканва в къщата си и им открива кой е. Научавайки историята на своя помощник, фараонът изпраща богати дарове на Яков и го кани да се пресели в неговото царство с целия си род. Когато получава поканата и научава, че синът му е жив, Яков има видение. Явява му се Господ, който го подтиква да тръгне с думите: „Аз съм Господ, Бог на баща ти. Не бой се да идеш в Египет, защото там ще произведа от тебе голям народ. Аз ще бъда с тебе в Египет и Аз ще те изведа назад." Целият род се преселва в египетската земя. Там Яков завършва дните си, там умира и Йосиф.

Старозаветния разказ свързва именно с тази история преселението на евреите в Египет – страната, където по-късно те ще бъдат поробени – Йосиф настанява всички свои братя, техните семейства, роби и т.н. в Египет.
За важността на Йосиф говори фактът, че по-късно e, при разделянето на обетованата земя между 12-те израилски колена (потомците на синовете на Иаков), самият Йосиф не получава дял, като за сметка на това, като негови наследници, отделни свои дялове получават потомците на синовете му Ефрем и Манасий.

## В Исляма
Освен в Стария завет, модифицирана историята е разказана в Корана и ислямската литература. На арабски Йосиф е наречен Юсуф.

## В литературата
Извън историческите и религиозните интерпретации, легендата за Йосиф сама по себе си е един от върховете на древната литература – с многопластов сюжет, разказана на изискан стил. Това става причина много по-късни автори да се върнат към тази тема. Най-внушителната и разработка е четиритомната епопея „Йосиф и неговите братя“ на немския писател Томас Ман.